# Nicasio Mariscal y García
Nicasio Mariscal y García de Rello (Bijuesca, 1859-Madrid, 1949) fue un médico y académico español.

## Biografía
Nació en 1859 en la localidad zaragozana de Bijuesca. Doctor en Medicina, fue premiado por la Sociedad de Higiene. Mariscal, que ostentó el cargo de secretario perpetuo de la Real Academia Nacional de Medicina desde 1932 hasta su muerte, fue autor de diversas obras científicas y colaborador de publicaciones periódicas como el Boletín Bibliográfico Español (Madrid, 1898) y Para Todos (1902-1903). Falleció en 1949 en Madrid.